# Дем'янці (Бориспільський район)
Дем'я́нці — село в Україні, у Переяславській міській громаді Бориспільського району Київської області. Населення станом на 01.08.2020 року склало 1009 осіб. Перша згадка про село датована 1155 роком.

## Назва
Провідників давньоруських суден, які плавали по річці Альта в давні часи, називали «деменцями». За легендою ця назва лежить в основі назви села Дем’янці.

## Історія

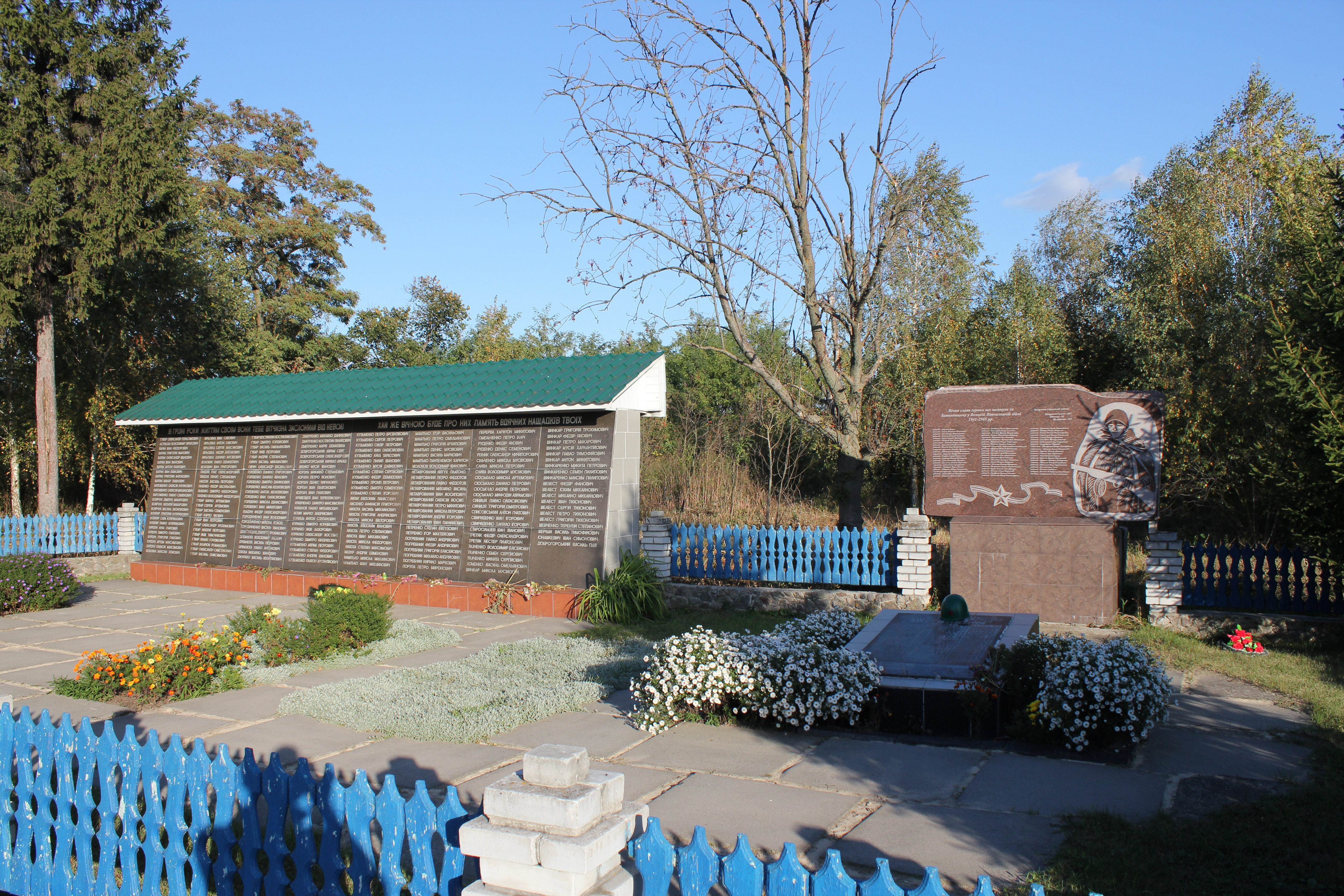
Братська могила радянських вояків, що загинули під час німецько-радянської війни, біля Будинку культури с. Дем'янці

Селом володів шваґр Богдана Хмельницького, Яким Сомко — міщанин, а надалі сподвижник Хмельницького і відомий військовий і державний діяч Гетьманщини. За свідченнями місцевих старожилів, йому воно належало у 1630-х роках, а згодом перейшло до переяславських полковників Сербина Войца та Леонтія Полуботка. Після них власником Дем'янців був Семен Шепеленко. Через деякий час село перейшло у власність Межигірського монастиря.
За гетьманщини село належало до першої Переяславської сотні Переяславського полку Війська Запорозького.
З 1779 року в селі діяла церква Воздвиження Хреста Господнього.
За описом Київського намісництва 1781 року Дем'янці відносилось до Переяславського повіту даного намісництва і у ньому нараховувалось 174 хати виборних козаків, підпомічників, підсусідків, одного шляхтича, чотирьох різночинців, двох посполитих. Ще у селі були 2 духівник та ще 1 церковник.
За книгою Київського намісництва 1787 року у селі мешкало 648 осіб. Було у володінні різного звання «казених людей», козаків і власників — полковника Лукашевича, колезького асесора Михайла Гриневича, бунчукових товаришів Степана Ілляшенка і Христофора Константиновича.
З ліквідацією Київського намісництва село як і увесь Переяславський повіт перейшло до складу Полтавської губернії.
Дем'янці позначені на мапі Російської імперії 1816 року.
1929 року утворений колгосп імені Політвідділу, за рік ще один — колгосп імені Ворошилова. Під час колективізації комуністи незаконно позбавили майна 16 заможних сімей, оголосивши їх «куркулями».
На початок 1932 року в селі Дем'янці було 458 дворів і мешкало 3374 особи. Загальна кількість людей, що загинули під час Голодомору 1932—1933 років складає близько 900 осіб. З них поіменно встановлено — 634.

## Населення

### Мова
Розподіл населення за рідною мовою за даними перепису 2001 року:
| Мова       | Кількість | Відсоток |
| ---------- | --------- | -------- |
| українська | 1393      | 97.69%   |
| російська  | 26        | 1.82%    |
| вірменська | 4         | 0.28%    |
| білоруська | 2         | 0.14%    |
| румунська  | 1         | 0.07%    |
| Усього     | 1426      | 100%     |

## Цікаві факти
У центрі села Дем'янці росте береза-тризуб. Її стовбур природньо сформувався у вигляді символу нашої держави.